# 领伯劳
领伯劳（学名：Lanius collaris）是伯劳科伯劳属的一种，广泛分布于撒哈拉以南非洲。其自然栖息地为干燥的稀树草原、亚热带或热带的干燥或高海拔草地、内陆湿地以及耕地、种植园、乡村花园和城市地区。